# Неравенство Шура
В математике неравенство Шура, названное в честь математика Исая Шура, утверждает, что для произвольных неотрицательных действительных чисел {\displaystyle x,y,z} и {\displaystyle t} выполняется неравенство:
{\displaystyle x^{t}(x-y)(x-z)+y^{t}(y-x)(y-z)+z^{t}(z-x)(z-y)\geqslant 0}
причём равенство достигается тогда и только тогда, когда {\displaystyle x=y=z} или два числа среди них равны между собой, а третье равно нулю. Если {\displaystyle t} будет натуральным и чётным, то неравенство будет выполняться для всех действительных {\displaystyle x,y,z}.
Самым распространённым и известным применением неравенства является частный случай, когда {\displaystyle t=1}:
{\displaystyle x^{3}+y^{3}+z^{3}+3xyz\geqslant x^{2}y+x^{2}z+y^{2}x+y^{2}z+z^{2}x+z^{2}y}

## Доказательство
Поскольку неравенство симметрично относительно переменных {\displaystyle x,y,z}, то без ограничения общности можно считать, что {\displaystyle x\geqslant y\geqslant z}. Тогда неравенство Шура становится равносильным следующему неравенству:
{\displaystyle (x-y)[x^{t}(x-z)-y^{t}(y-z)]+z^{t}(z-x)(z-y)\geqslant 0}
которое выполняется потому, что {\displaystyle x^{t}(x-z)\geqslant x^{t}(y-z)\geqslant y^{t}(y-z)}. Также из этого рассуждения видно, что равенство возможно только при {\displaystyle x=y=z} или {\displaystyle x=y} и {\displaystyle z=0}. Учитывая симметричные данному варианты можно получить, что в исходном неравенстве равенство достигается тогда и только тогда, когда {\displaystyle x=y=z} или двое из чисел {\displaystyle x,y,z} равны между собой, а третье равно нулю, что и требовалось доказать.

## Обобщения
Обобщением неравенства Шура является следующее неравенство: для всех действительных {\displaystyle x,y,z} и неотрицательных действительных {\displaystyle a,b,c}:
{\displaystyle a(x-y)(x-z)+b(y-x)(y-z)+c(z-x)(z-y)\geqslant 0}
если выполняется хотя бы одно из следующих условий:
- {\displaystyle x\geqslant y\geqslant z} и {\displaystyle a\geqslant b}
- {\displaystyle x\geqslant y\geqslant z} и {\displaystyle c\geqslant b}
- {\displaystyle x\geqslant y\geqslant z} и {\displaystyle a+c\geqslant b}
- {\displaystyle x\geqslant y\geqslant z\geqslant 0} и {\displaystyle ax\geqslant by}
- {\displaystyle x\geqslant y\geqslant z\geqslant 0} и {\displaystyle cz\geqslant by}
- {\displaystyle x\geqslant y\geqslant z\geqslant 0} и {\displaystyle ax+cz\geqslant by}
- {\displaystyle a,b,c}  - стороны некоторого треугольника (возможно, вырожденного)
- {\displaystyle a,b,c} - квадраты сторон некоторого треугольника (возможно, вырожденного)
- {\displaystyle ax,by,cz} - стороны некоторого треугольника (возможно, вырожденного)
- {\displaystyle ax,by,cz} - квадраты сторон некоторого треугольника (возможно, вырожденного)
- Существует выпуклая  или монотонная функция {\displaystyle f:\mathbb {I} \longrightarrow \mathbb {R^{+}} } , где {\displaystyle \mathbb {I} }- это интервал, который содержит числа {\displaystyle x}, {\displaystyle y}, {\displaystyle z}, причём {\displaystyle a=f(x)}, {\displaystyle b=f(y)}, {\displaystyle c=f(z)}

Другое возможное обобщение утверждает, что если неотрицательные действительные числа {\displaystyle x\geq y\geq z\geq v} и положительное действительное число {\displaystyle t} таковы, что {\displaystyle x+v\geq y+z}, то:
{\displaystyle x^{t}(x-y)(x-z)(x-v)+y^{t}(y-x)(y-z)(y-v)+z^{t}(z-x)(z-y)(z-v)+v^{t}(v-x)(v-y)(v-z)\geq 0.}